# Philodendron pseudoundulatum
Philodendron pseudoundulatum är en kallaväxtart som beskrevs av Hans Rudolph Jürke Grau. Philodendron pseudoundulatum ingår i släktet Philodendron och familjen kallaväxter. Inga underarter finns listade.